# شاین ون دن گوربرگ
شاین ون دن گوربرگ (انگلیسی: Cheyenne van den Goorbergh؛ زادهٔ ۶ سپتامبر ۱۹۹۷) بازیکن فوتبال اهل پادشاهی هلند است.
وی همچنین در تیم‌های ملی فوتبال Netherlands women's national under-17 football team, Netherlands women's national under-19 football team، و زنان هلند بازی کرده‌است.